# Kobylinec (Bílé Karpaty)
Vrch Kobylinec (911,6 m n. m.) je poslední vrchol Bílých Karpat přesahující nadmořskou výšku 900 m. Nachází se nad obcí Lednica a Červený Kameň na Slovensku. V lesích převažují porosty jedlovo-bukové. Celému vrcholovému hřebenu až na vrch Strošov (893 m n. m.) se říká Kobylináč. Pod vrcholem Strošov se nachází přírodní památka Strošovský močiar. Hřebenem bělokarpatského podcelku Kobylináč prochází hranice chráněnné krajinné oblasti Biele Karpaty vyhlášené v roce 1979.

## Přístup
Na Kobylinec nevedou žádné značené cesty. Vrchol je dostupný od posledních domů obce Lednica, zpočátku po asfaltové silničce, kterou později nahradí lesní cesta vedoucí až na vrchol. Z vrcholu jsou částečné výhledy na Vršatské bradlá a Chmelovou, opačným směrem k severu na Kýčerskou hornatinu a nedaleké pohoří Javorníky.